# Fukušima
Fukušima (福島市; Fukušima-ši) je hlavní město prefektury Fukušima v regionu Tóhoku v Japonsku.
Město leží ve vnitrozemí, asi 250 km na sever od Tokia. Podle odhadu z roku 2003 mělo město 290 866 obyvatel a hustotu zalidnění 389,68 ob./km². Jeho celková rozloha činí 746,43 km².
Město bylo založeno 1. dubna 1907.

## Rodáci
- Asako Takakuraová (* 1968) – fotbalistka